# Dispensario antitubercolare di Alessandria
Il Dispensario antitubercolare di Ignazio Gardella, architetto ed ingegnere, è un edificio in Alessandria progettato secondo le regole dell'architettura razionalista. 
L'edificio nasce prima dell'istituzione del servizio nazionale sanitario, per combattere la tubercolosi esisteva il Consorzio antitubercolare.
Il Dispensario antitubercolare è un luogo di prevenzione e analisi preventiva contro la tubercolosi, molto diffusa negli anni '30. In sostanza era il luogo dove i pazienti venivano radiografati per individuare i sintomi della malattia.
L'edificio è stato restaurato negli anni Novanta riportando l'intera struttura allo splendore originario e viene utilizzato come poliambulatorio, quindi ha mantenuto la sua funzione sanitaria.

## Analisi storica
L'edificio venne realizzato tra il 1934 e il 1938 e si compone di un parallelepipedo posto in orizzontale, concepito da moduli in pianta di 35 x 35m e in altezza di 25 x 35m e di due piani fuori terra e uno seminterrato con orientamento est-ovest parallelo ai lati lunghi. L'ingresso avviene al piano terra tramite una scala e si entra in una grande sala d'attesa con ambulatori circostanti, al piano primo la distribuzione è molto simile, ma sono presenti gli uffici amministrativi al posto degli ambulatori che si affacciano sul solarium esterno.

## Tecnologia architettonica
I materiali usati per l'intera struttura sono il cemento armato, il mattone, l'intonaco, il vetro e il vetrocemento.

## Descrizione architettonica
La facciata principale, dalla quale si accede all'edificio, è suddivisa in tre parti scandite dalle solette interpiano. Il piano seminterrato è caratterizzato da mattoni in vetrocemento e da una finestra a nastro. Il piano terra rialzato è caratterizzato da due file di finestre a nastro intervallate da blocchi in vetrocemento, lasciando in muratura piena una parte della facciata; al piano superiore la corrispettiva area priva di finestre del piano sottostante viene qui riempita con vetrocemento e una finestra a nastro corre lungo la facciata fino a circa metà edificio. Questa facciata termina con un motivo in mattoni in corrispondenza del solarium. 
L'alternanza di materiali non è casuale, ma riprende il concetto di modulo già presente all'interno. 
La presenza del vetrocemento, delle finestre a nastro e dei mattoni posizionati in modo tale da creare un motivo forato permettono di far filtrare una grande quantità di luce naturale all'interno dell'edificio.